# Asilo de las Magdalenas

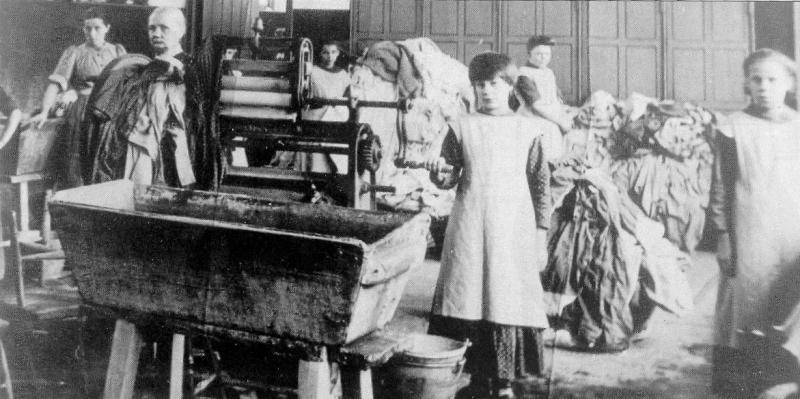
Lavandería de las Magdalenas en Irlanda, fotografía de principios del.

Asilo de las Magdalenas (Magdalene Asylum en inglés) es como se conoce a una serie de instituciones también denominada para mujeres caídas, la mayoría de ellas dirigidas por la Iglesia católica en Irlanda bajo la custodia de las Hermanas de la Misericordia. En la mayoría de los asilos las internas tenían que hacer duros trabajos físicos, especialmente en lavanderías. En Irlanda la mayoría de esos asilos fueron conocidos también como las lavanderías de las Magdalenas (Magdalene Laundries). Se estima que unas 30.000 mujeres fueron internadas en dichos lugares durante los 150 años de historia de dichas instituciones, por lo general en contra de su voluntad. El último asilo de las Magdalenas cerró sus puertas definitivamente el 25 de septiembre de 1998 en Irlanda.

## Historia
Los asilos de las Magdalenas crecieron de los movimientos de rescate en el Reino Unido e Irlanda durante el siglo XIX que tenía como principal objetivo la rehabilitación de las mujeres que habían caído en la prostitución. En Irlanda las instituciones recibieron dicho nombre en honor de Santa María Magdalena la cual, de acuerdo a una tradición, se había arrepentido de sus pecados delante de Jesús.
El movimiento de las Magdalenas en Irlanda fue rápidamente apropiado por la Iglesia Católica y las casas, que fueron abiertas inicialmente como refugios transitorios, se fueron convirtiendo rápidamente en instituciones a largo plazo. Las penitentes eran obligadas a trabajar básicamente como lavanderas.
Como el movimiento de las Magdalenas se alejaba poco a poco de la idea original de un movimiento de rescate, es decir, sacar prostitutas de las calles que de otra manera encontraban difícil buscar otro tipo de empleo por su historial, los refugios se empezaron a transformar al estilo de prisiones. Los mismos fueron puestos bajo la tutela de las Hermanas de la Misericordia.
Así describe la versión inglesa de la Enciclopedia Católica el proceso de ingreso a los asilos:

Al recibir pacientes no hay discriminación de religión, color o nacionalidad. Después de la convalecencia, aquellas que deseen permanecer en la casa son puestas bajo el cuidado de una hermana especial y son conocidas como "Hijas de Santa María Magdalena". Ellas siguen una cierta regla de vida, pero no contraen obligaciones religiosas. Si desean permanecer en el convento después de un periodo de prueba y ser Magdalenas y eventualmente tomar los votos de la orden de las Magdalenas.

En los registros de los asilos en sus inicios se demuestra que muchas mujeres entraron y salieron de esas instituciones cuando quisieron hacerlo y en algunos casos de manera repetitiva. Lu Ann de Cunzo escribió en su libro "Una arqueología de instituciones: las Magdalenas", que las mujeres en el asilo protestante de Filadelfia buscaban allí refugio de enfermedades, problemas familiares, hombres abusivos y problemas económicos.
Debido a su vida como prostitutas, las internas eran tenidas como necesitadas de penitencia según el siguiente texto de una hermana irlandesa de finales del siglo XIX:

La mujer que nunca ha conocido la polución de un simple pensamiento malo - ¡la mujer cuyo vientre virginal nunca ha sido cruzado por las sombras de un pensamiento de pecado! - ¡la mujer que respira pureza, inocencia y gracia, recibe a la mujer cuyo aliento es la pestilencia del infierno!

Las internas tenían que dirigirse a las hermanas durante todo el tiempo como madres, sin importar su edad y eran llamadas hijas, situación que se mantuvo hasta 1970. Como un sacerdote escribió en 1931:

Puede ser una simple novicia de velo blanco que aún no he hecho sus votos; y puede ser una anciana penitente de cabello blanco que devuelve a Dios los restos de una vida consumida en el pecado. Eso no importa. En la Casa del Buen Samaritano, una será siempre 'Madre' mientras la otra será siempre la 'Hija'.

Para obligar al orden y mantener una atmósfera monástica, a las internas se les requería observar un estricto silencio durante la mayor parte del día. Esta regla del silencio fue uno de los aspectos más notables de la vida de estas mujeres y duró así durante la segunda mitad del siglo XX. El castigo corporal era común y el comportamiento pasivo agresivo fue simplemente ignorado:

Un temperamento rebelde, por lo general demostrado en rehusar a alimentarse, es mejor tratarlo con silencio. Cuando una muchacha se da cuenta del hecho de que nadie lo nota ni causa problema (aparentemente al menos) la auto imposición de su hambre, se da cuenta de su propio martirio y aprende sentido común.

Con el afianzamiento de este fenómeno, comenzó a extenderse más allá de la prostitución a las madres solteras para involucrar el problema de abuso infantil femenino. Incluso muchachas que eran consideradas demasiado promiscuas o coquetas por su comunidad, eran enviadas a un asilo. Este fenómeno se presentó de manera paralela en Gran Bretaña e Irlanda en donde se presentó la práctica de internar a todo aquel que era considerado por sus entorno como poseedor de una disfunción social.
Las mujeres fueron por lo general internadas en estas instituciones por solicitud de sus familias o de sacerdotes. Sin un miembro de la familia que pudiera reclamarlas, muchas de estas mujeres estuvieron allí por el resto de sus vidas y algunas tomaron votos religiosos.

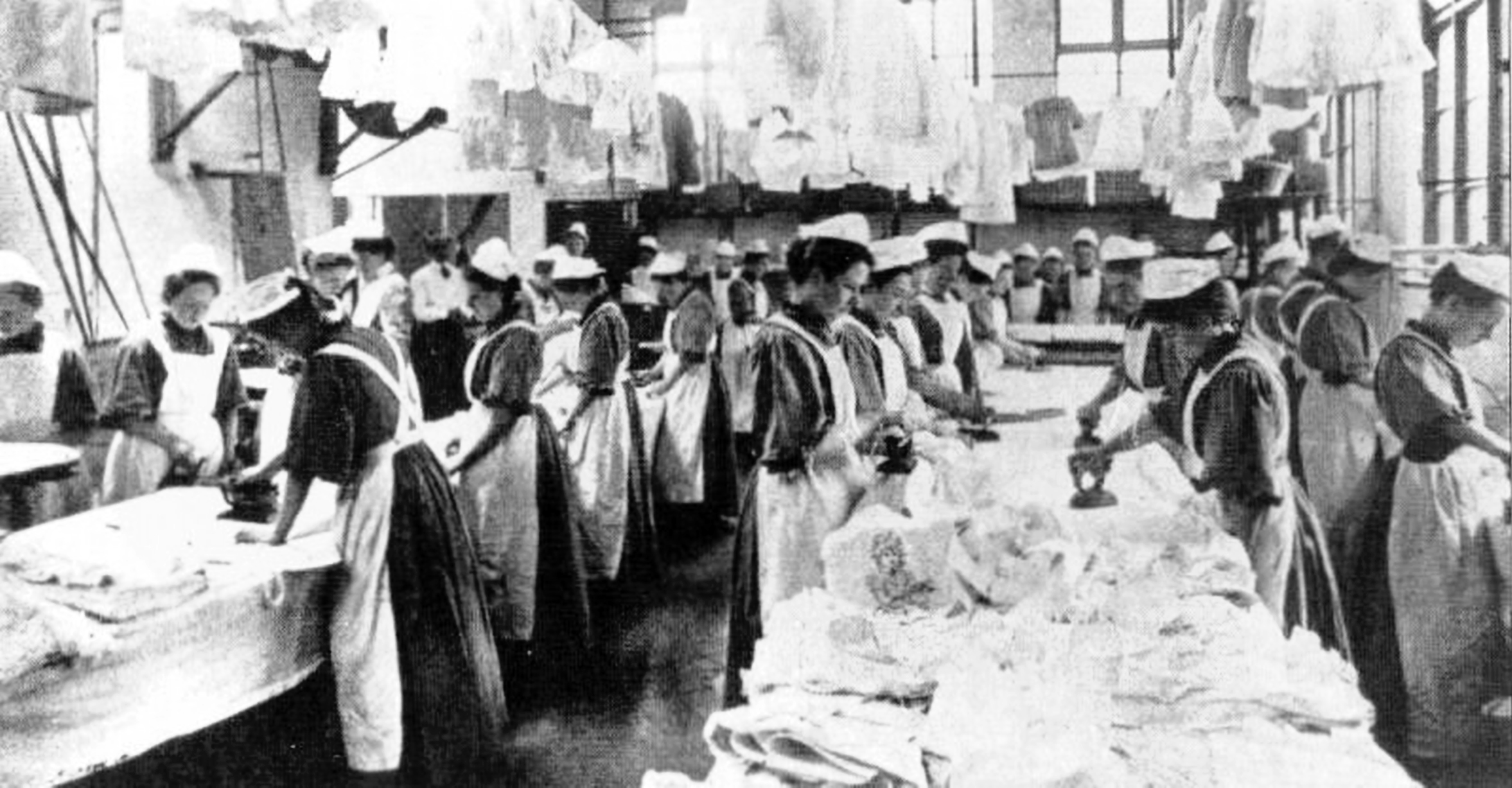
Una lavandería de las Magdalenas en Inglaterra a principios del.

Teniendo en cuenta que Irlanda es un país fuertemente conservador en cuanto a la moralidad sexual, los asilos de las Magdalenas fueron bien aceptados por la generalidad de la sociedad. Desaparecieron con los cambios en la estructura de valores morales en cuanto a la sexualidad o, como sugiere Frances Finnegan, terminaron cuando dejaron de ser rentables e incluso el advenimiento de las lavadoras electrónicas pudo ser un instrumento que precipitó su extinción.
El hecho de que se enviara mujeres a los asilos de las Magdalenas por las más indemostrables sospechas de mal comportamiento sexual es una prueba argüida por muchas feministas de cómo la sociedad castiga con rigor a la mujer, pero es suave con el varón.

## Revelación
La existencia de los asilos no tuvieron mucha atención hasta 1993 cuando una orden de las hermanas de Dublín vendió parte de su convento a un propietario de bienes inmuebles. Cuando empezaron a hacer la obra, se encontraron las tumbas de 155 internas que habían sido enterradas allí. Los cadáveres fueron exhumados y, excepto por un cuerpo, cremados y vueltos a sepultar en una fosa común del cementerio de Glasvenin. Este acontecimiento creó inmediatamente un escándalo público y pronto llegó a los medios de comunicación nacional. En 1999 Mary Norris, Josephine McCarthy y Mary-Jo McDonagh, las tres ex internas, dieron testimonio de la clase de trato inhumano que habían recibido. El director Steve Humphries realizó un documental en 1998 titulado Sex in a cold climate (Sexo en clima frío), que fue emitido el mismo año en el Canal 4 de Irlanda. Entrevistó a varias ex internas las cuales testificaron que habían sido objeto de abusos sexuales, psicológicos y físicos mientras permanecían aisladas del resto del mundo. La descripción del drama de las internas fue llevado al cine con la película "Las hermanas de la Magdalena" de 2002 escrita y dirigida por Peter Mullan.
Se informó profusamente sobre casos similares de abuso en orfanatos irlandeses (conocidos como escuelas industriales). Como grupo, dichos orfanatos fueron expuestos en RTÉ (la cadena nacional de televisión irlandesa) en series dirigidas por la reportera Mary Raftery en 1999. Aunque el gobierno irlandés estableció una comisión para investigar los casos de abuso infantil, intentos de las víctimas de obtener compensaciones resultaron frustrados. De acuerdo a la regulación establecida, para que una víctima pudiera recibir algún tipo de compensación, debía estar dentro de alguna lista de una de esas instituciones, pero curiosamente las lavanderías de las Magdalenas no estaban incluidas en esas listas.

## Legado
- Eclipsada ("Eclipsed"), una obra de teatro escrita por Patricia Burke-Brogan en los años 1980 acerca de las lavanderías de las Magdalenas. Burke-Borgan trabajó allí en los 60. La obra fue estrenada en 1992.
- Otra obra teatral escrita por Valerie Goodwin fue presentada por la compañía de teatro Coolmine Drama en el Centro Artístico Draíocht de Dublín en 2002.[9]
- La banda de rock estadounidense The Mars Volta compuso una canción en su tercer disco, "Amputechture", llamada "Asilos Magdalena", inspirada en las historias de abusos vividas en estas casas.